# Macintosh Quadra 650
A Macintosh Quadra 650 asztali számítógépet 1993. október 21. és 1994. szeptember 12. között 11 hónapon keresztül, a Macintosh Centris 650 asztali számítógépet 1994. március 14. és 1995. május 15. között 14 hónapon keresztül gyártotta és forgalmazta az Apple. Mindkét gép a Macintosh Quadra számítógép-családba tartozott.

## Története
Az eredetileg Macintosh Centris 650 néven árusított Macintosh Quadra 650 a kisebb Centris 610 mellett jelent meg a Macintosh IIci-t váltva. A Quadra 700-zal együtt velük mutatkozott be az új középkategóriás Centris számítógépcsalád. A névváltás oka, hogy 1993-ban az Apple úgy döntött, hogy követi azt az iparági trendet, hogy  megcélzott ügyfél-csoportonként eltérő nevet ad termékcsaládjainak. A Quadra lett az üzleti, az LC az oktatási és Performa otthoni piac számára szánt Macintoshok neve. Az épp bevezetett Centris név a Quadrába olvadt bele. A Quadra 650 1994 szeptemberében közvetlen utód nélkül szűnt meg, bár nem sokkal korábban bemutatották Power Macintosh 7100-t, amelyet a 650 és a IIvx célközönségének szánt az Apple, legalábbis árkategóriáját tekintve.

## Technikai leírás
A bézs színű gép súlya 11,3 kg, magassága 152 mm, szélessége 330 mm és mélysége 419 mm volt. A Quadra 650 számítógépet egymagos 33 MHz-es Motorola 68040 processzor vezérelte (L2 cache: 8kB),  A teljesítményt integrált FPU co-processzor növelte. A gép bemutatásakor az alapkiépítésben 4MB (80ns) memóriát tartalmazott, maximálisan 132MB (80ns) kezelésére volt képes a gyári specifikáció szerint, a bővítéshez 4 hely (slot) állt rendelkezésre. A számítógépnek nem volt saját kijelzője. Az adatokat a 230MB belső merevlemezre lehetett elmenteni. Külső adattárolási lehetőséget az 1,44-es hajlékonylemez meghajtó (floppy-drive) kínált. Adatok beolvasását tette lehetővé a kétszeres sebességű CD-olvasó. A gépet System 7.1 operációs rendszerrel szállította az Apple.  Csatlakozók: egy AAUI-15, egy ADB, két soros port, egy DB-25 SCSI-hoz, kijelzőhöz egy DB-15, egy 3,5 mm-es jack audió bemenet, egy 3,5 mm-es jack audió kimenet, . 3xNuBus, Egy PDS eszköz beépítéséhez alakítottak ki helyet.

## A számítógép adatai
A táblázat nem tartalmazza az összes műszaki paramétert. Az egyes modelleknél a bemutatáskor érvényes adatokat soroljuk fel, a későbbi frissítéseket nem. Az eszköz technikai paraméterei a MacTracker alkalmazásból származnak.
| Gép nevebemutatva kivezetve               | Méretmagasság szélesség mélység súlySzín | Processzorprocesszor órajel, mag L1 és L2 cache társprocesszor | Háttértármerevlemezkülső adathordozó | Eredeti operációs rendszer | Memóriaalap max. @sebességhely | Kijelzőmérete felbontása | Grafikakártyamemória kimenet | CsatlakozókEthernet, ADB, soros, SCSI, párhuzamos, FDD, kijelző, hang be/ki, belső mikrofon, hangszóró                                             | Bővíthetőségkártyahelybelső öbölkülső csatlakozó |
| ----------------------------------------- | ---------------------------------------- | -------------------------------------------------------------- | ------------------------------------ | -------------------------- | ------------------------------ | ------------------------ | ---------------------------- | --- | ------------------------------------------------ |
| Centris 6501994. márc. 14. 1995. máj. 15. | 152 mm 330 mm 419 mm 11,3 kg bézs        | Motorola 68040 @25 MHz és 1 mag L1 8kB, integrált FPU          | 80MB HDD 2xCD-ROM 1,44 floppy        | System 7.1                 | 4MB max: 132MB @80ns4 hely     | nincs kijelző            | 1MB 1 DB–15                  | * AAUI-15 (Ethernet) * 1 ADB * 2 soros * 1 D–25 (SCSI) * 1 DB-15 (külső monitor) * 1 3,5 jack audió be * 1 3,5 jack audió ki * beépített hangszóró | * 3 NuBus * 1 PDS* SCSI (külső)                  |
| Quadra 6501993. okt. 21. 1994. szept. 12. | 152 mm 330 mm 419 mm 11,3 kg bézs        | Motorola 68040 @33 MHz és 1 mag L1 8kB, integrált FPU          | 230MB HDD 2xCD-ROM 1,44 floppy       | System 7.1                 | 4MB max: 132MB @80ns4 hely     | nincs kijelző            | 512kB 1 DB–15                | * AAUI-15 (Ethernet) * 1 ADB * 2 soros * 1 D–25 (SCSI) * 1 DB-15 (külső monitor) * 1 3,5 jack audió be * 1 3,5 jack audió ki * beépített hangszóró | * 3 NuBus * 1 PDS* SCSI (külső)                  |

## Macintosh LC számítógépek az időben
| A Macintosh Quadra számítógépek idővonalon |
| --- |
| A színek kezdete a bemutató időpontja, a forgalmazás több esetben is hónapokkal később kezdődött. Megeshet, hogy egy csík végét kitakarja egy másik csík eleje. Előfordul, hogy a gyártás befejezését követően még egy ideig forgalomban marad a gép adott verziója. |